# Senyories de França
D'entre les moltes senyories de França les principals foren:
- Albret
- Amboise
- Andusa
- Arberoa
- Aulnay
- Avesnes
- Baugé
- Beaugency
- Baus (Baux)
- Beajeu
- Beaumont
- Belleme
- Béthune
- Bidaxa, després principat
- Borbó després ducat
- Brassac
- Bresse
- Broyes
- Buch, vegeu Captalat del Buch
- Captalat de Buch
- Castelnau
- Cazaubon o Casaubon
- Chalossa
- Chantilly
- Chaslus
- Senyoria de Coligny o de Châtillon
- Coligny
- Condé, després principat
- Conflans
- Conti, després principat
- Coucy
- Courtenay
- Craon
- Dammartin, després comtat
- Dampierre
- Senyoria de Déols
- Dol
- Dombes, després principat
- Donasà
- Donzy
- Fumel
- Galard
- Gex
- Grailly
- Grignols, després comtes
- Guisa, després comtes i ducs
- Hartcourt
- Illa Jordà
- Joinville
- Senyoria de Lambesc, després principat
- Landirans
- Lavardin
- Levis
- casa de Lusignan
- Mailly
- Mauléon
- Mayenne, després comtat
- Mello
- Mercoeur, després ducat
- Mezières
- Millars
- Mirepoix
- Miribel, després marquesat
- Mondoubleau
- Montfaucon
- Montfort de Bretanya (diferent del comtat de Montfort-L'Amaury a Ile-de France)
- Montlhéry
- Montmirail (Marne)
- Montmirail (Sarthe)
- Montmorency
- Montpeller
- Monpensier, després comtat i ducat
- Montbram
- Montribloud
- Nanteuil
- Nebosan, senyoria esmentada com a vescomtat al Bearn
- Nemours, després ducat
- Oisy, comtat al segle XVII
- Omeladès
- Parthenay
- Puy-Paulin
- Quatre Valls
- Senyoria de Ramerupt
- Rion
- Rochefoucauld, després comtat i ducat
- Salins
- Sonnois
- Terrides
- Thoire
- Trayne
- Villars
- Villehardouin
- Vitry